# کوته، سوات
کوته (به انگلیسی: Kota) یک منطقهٔ مسکونی در پاکستان است که در خیبر پختونخوا واقع شده‌است.